# Eusebio Rodolfo Cordón Cea
Eusebio Rodolfo Cordón Cea (* 16. Dezember 1899 in Juayúa, Sonsonate; † 9. Januar 1966 in Mejicanos) war vom 25. Januar 1962 bis 30. Juni 1962 Präsident von El Salvador.

## Leben
Seine Eltern waren Rosaura Cea Jimenéz und Daniel Cordón Salguero.
Er war verheiratet mit Blanca Luna. Seine Töchter waren Dra. Enriqueta Cordón de Henríquez, Elba Luz Cordón de Castillo und Rosario Cordón de Marenco.
Sein Sohn war Rodolfo Cordón Luna
Er studierte Rechtswissenschaft und war Mitglied der Partido de Conciliación Nacional.
Am 12. September 1961 erließ das Directorio Cívico-Militar von Oberst Aníbal Portillo, Oberst Julio Adalberto Rivera Carballo und Ähnlichen, ein neues Wahlgesetz. Am 17. Dezember 1961 wurde eine verfassungsgebende Versammlung gewählt. Alle 54 Sitze wurden an die Militärpartei Partido de Conciliación Nacional vergeben. Linke Parteien waren illegalisiert worden oder nicht in das
Wahlregister aufgenommen worden. Diese verfassungsgebende Versammlung wählte Cordón zum Präsidenten.
Die verfassungsgebende Versammlung taufte sich in Parlament um und wirkte als Legislative bis zu Neuwahlen 1964 bzw. 1966.
Im April 1962 stand Julio Adalberto Rivera Carballo als einziger Kandidat zur Präsidentschaftswahl. Die Verfassung von 1960 sah eine Amtszeit des Präsidenten von fünf Jahren vor.